# Convention baptiste du Togo
La Convention baptiste du Togo (CBT) est une association chrétienne évangélique d'églises baptistes au Togo.  La CBT compte un institut de théologie affilié, l'École supérieure baptiste de théologie de l'Afrique de l'Ouest (ESBTAO). Elle est membre du Conseil chrétien du Togo et de l'Alliance baptiste mondiale. Son siège est situé à Lomé.

## Histoire

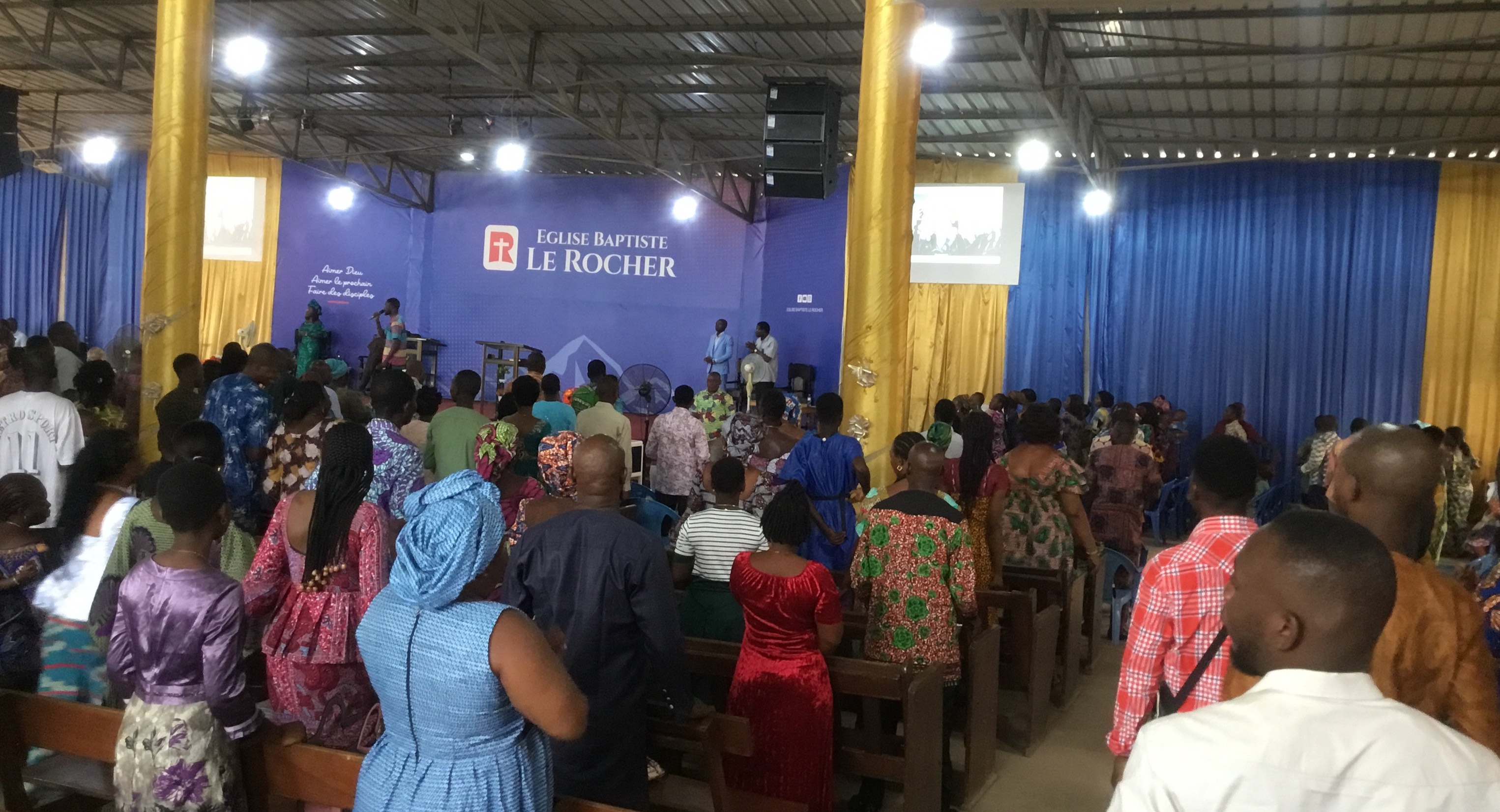
Service à l’Église Baptiste le Rocher de Lomé.

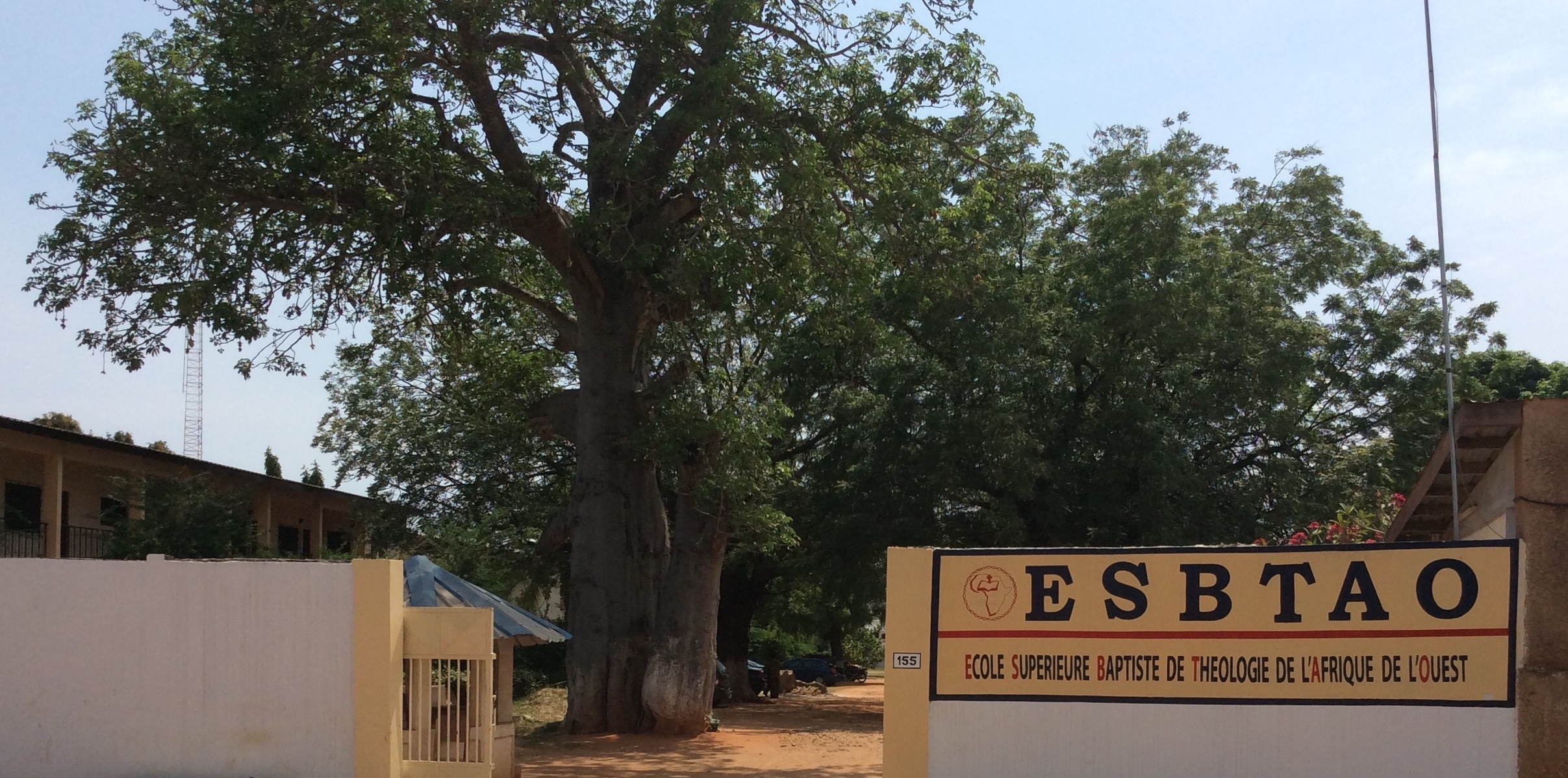
École supérieure baptiste de théologie de l'Afrique de l'Ouest (ESBTAO) à Lomé.

La Convention a ses origines dans l’établissement de la première église baptiste en 1919 par des Nigérians et une mission de la Convention baptiste du Ghana en 1950,
 ,.  La CBT est officiellement fondée en 1964 sous le nom d’Association des Eglises Baptistes du Togo . En 1971, la CBT participe à la fondation de l'École supérieure baptiste de théologie de l'Afrique de l'Ouest (ESBTAO), à Lomé . En 1988, elle prend le nom de Convention baptiste du Togo,. Selon un recensement de l’association, en 2023 elle disait avoir 537 églises et 25,403  membres.